# För Jævle Braa!
För Jævle Braa! (På dansk: For Forbandet Godt!) er det femte studiealbum af den svenske musiker og sangskriver Eddie Meduza. Det blev udgivet i 1982 og er det første samarbejde med Mariann Grammofon AB som var ejet af Bert Karlsson.
Albummet blev udgivet som en CD i 1994 med et andet forsidebillede og kun under navnet "Eddie Meduza".
På sangen "Strømen Finder Vægen", synger Errol Norstedt refrainet på dansk. På kassetten Mera Material fra 1985 findes originalsangen fra 1979.

## Spor
Alle sange skrevet og komponeret af Eddie Meduza, undtagen hvor noteret.
| 1. | "Torsten Hällde Brännvin I Ett Glas Till Karin Söder" |                                |                                | 03:00 |
| 2. | "California Sun"                                      | Henry Glover, Morris Levy      | Henry Glover, Morris Levy      | 03:12 |
| 3. | "Börje Lundin, Rattens Riddare"                       |                                |                                | 04:10 |
| 4. | "No One Else"                                         |                                |                                | 03:06 |
| 5. | "Nej, Inte Jag! (Oh, What A Thrill)"                  |                                | Chuck Berry                    | 02:16 |
| 6. | "Stupid Cupid"                                        | Howard Greenfield, Neil Sedaka | Howard Greenfield, Neil Sedaka | 01:49 |
| 7. | "Tonight"                                             |                                |                                | 03:50 |

| 1. | "Jätteparty I Kväll"        |                   |                  | 02:39 |
| 2. | "Strømen Finder Vægen"      |                   |                  | 02:16 |
| 3. | "Take My Heart"             |                   |                  | 03:53 |
| 4. | "Rockabilly Rebel"          |                   | Steve Bloomfield | 02:14 |
| 5. | "Next Time"                 |                   |                  | 02:47 |
| 6. | "Get Around"                |                   |                  | 03:01 |
| 7. | "Sverige (U.S. of America)" | William Freestyle | Donna Fargo      | 04:32 |

### Sangtitler på dansk
- Torsten Hällde Brännvin I Ett Glas Till Karin Söder - Torsten Hældte  Brændevin I Et Glas For Karin Söder.
- Rattens Riddare - Rattets Ridder.
- Nej, Inte Jag! - Nej, Ikke Mig!
- Strömmen Finder Vægen -  Strømmen Finder Vejen (på korrekt dansk).

## Medvirkende
- Eddie Meduza- Sang, guitar, basguitar, keyboards og percussion
- Ken Wilson - Guitar og slideguitar
- Staffan Astner - Guitar
- Thomas Witt - Trommer og percussion

Yderligere medvirkende
- Johan Pettersson - Guitar på "Jätteparty I Kväll", "Tonight" og "California Sun"
- Gunnar Seijbold - Bas på "Jätteparty I Kväll", "Tonight" og "California Sun"

Produktion
- Thomas Witt - producer
- Östlund & Widoff - Album Design